# Strihovce
Strihovce es un municipio del distrito de Snina en la región de Prešov, Eslovaquia, con una población estimada a final del año 2024 de 119 habitantes.
Se encuentra ubicado al este de la región, en el valle del río Cirocha (cuenca hidrográfica del río Tisza) y cerca de la frontera con Ucrania y Polonia.

## Demografía
| Año        | 1994 | 2004     | 2014    | 2024     |
| ---------- | ---- | -------- | ------- | -------- |
| Población  | 228  | 175      | 159     | 119      |
| Diferencia |      | −23,24 % | −9,14 % | −25,15 % |

| Año        | 2023 | 2024    |
| ---------- | ---- | ------- |
| Población  | 123  | 119     |
| Diferencia |      | −3,25 % |